# Leonhard Heinrich Ludwig Georg von Canngießer
Leonhard Heinrich Ludwig Georg von Canngießer (auch Canngiesser, Cannegiesser oder Cannengiesser; * 22. Mai 1716 in Wetzlar; † 29. Mai 1772 in Kassel) war ein deutscher Staatsmann.

## Leben
Canngießer warde Sohn des Geheimen Kriegsrates und preußischen Gesandten Conrad von Canngießer. Er studierte an den Universitäten von Marburg und Halle die Rechtswissenschaft, wobei er 1736 unter Justus Henning Böhmer die Dissertation De usu et commodis pacti de praestanda evictione in causis privatis et publicis verteidigte. Anschließend absolvierte er ein Praktikum am Reichskammergericht in Wetzlar. 1738 wurde er Assessor bei der Landgrafschaft Hessen-Darmstadt in Gießen.
Canngießer vermittelte in einem Streit zwischen Hessen-Darmstadt und Hessen-Kassel, woraufhin ihn der Landgraf Wilhelm VIII. von Hessen-Kassel zum Regierungsrat sowie zum Oberappellationsgerichtsrat am Oberappellationsgericht Kassel ernannte. Außerdem wurde ihm 1753 die Leitung der Oberpostdirektion Kassel übertragen. Der Landgraf Friedrich II. von Hessen-Kassel beförderte ihn bei seinem Amtsantritt 1760 zum Geheimrat und ernannte ihn 1762 zum Präsidenten des Oberappellationsgerichts. 1764 wurde er zudem zum Justizminister ernannt.
Canngießer wurde außerdem Kurator der Universitäten von Marburg und Rinteln. Zudem hatte er mit dessen Stiftung 1770 das Amt des Kanzlers des Hausordens vom Goldenen Löwen inne.

## Werke (Auswahl)
- Dissertatione iuridica usum et commoda pacti de praestanda evictione in causis privatis et publicis, Grunert, Halle 1736.
- Collectio notabiliorum decisionum Supremi Tribunalis Appellationum Hasso-Cassellani, Kassel 1768–1771.